# Fantezie științifică
Fantezia științifică (din en. science fantasy) este un gen mixt în care se îmbină elemente de științifico-fantastic și fantezie.  Fantezia științifică poate fi o ramură a science fiction-ului, în care magia primește o explicație rațională.
Termenul „fantezie științifică” a fost inventat în 1935 de criticul Forrest J. Ackerman ca sinonim pentru science fiction. În 1950, jurnalistul britanic Walter Gillings a considerat fantezia științifică ca o parte a ficțiunii științifice care nu era plauzibilă din punctul de vedere al științei din acea vreme (de exemplu, utilizarea armelor nucleare în romanul The World Set Free al lui H. G. Wells a fost o fantezie științifică din punctul de vedere al fizicii newtoniene și o operă științifico-fantastică din punctul de vedere al teoriei lui Einstein). În 1948, scriitoarea Marion Zimmer (mai târziu cunoscută sub numele de Bradley) a numit în  revista Startling Stories „science fantasy” ca un amestec de science fiction și fantasy. Criticul Judith Murry a considerat fantezia științifică ca lucrări de fantezie în care magia are o bază științifică naturală. Criticul de literatură științifico-fantastică John Clute a ales termenul mai restrâns de „fantezie tehnologică” din conceptul mai larg de „fantezie științifică”.

## Vezi și
- Seria Darkover